# Periclimenes holthuisi
Periclimenes holthuisi är en kräftdjursart som beskrevs av A. J. Bruce 1969. Periclimenes holthuisi ingår i släktet Periclimenes och familjen Palaemonidae. Inga underarter finns listade i Catalogue of Life.

## Bildgalleri

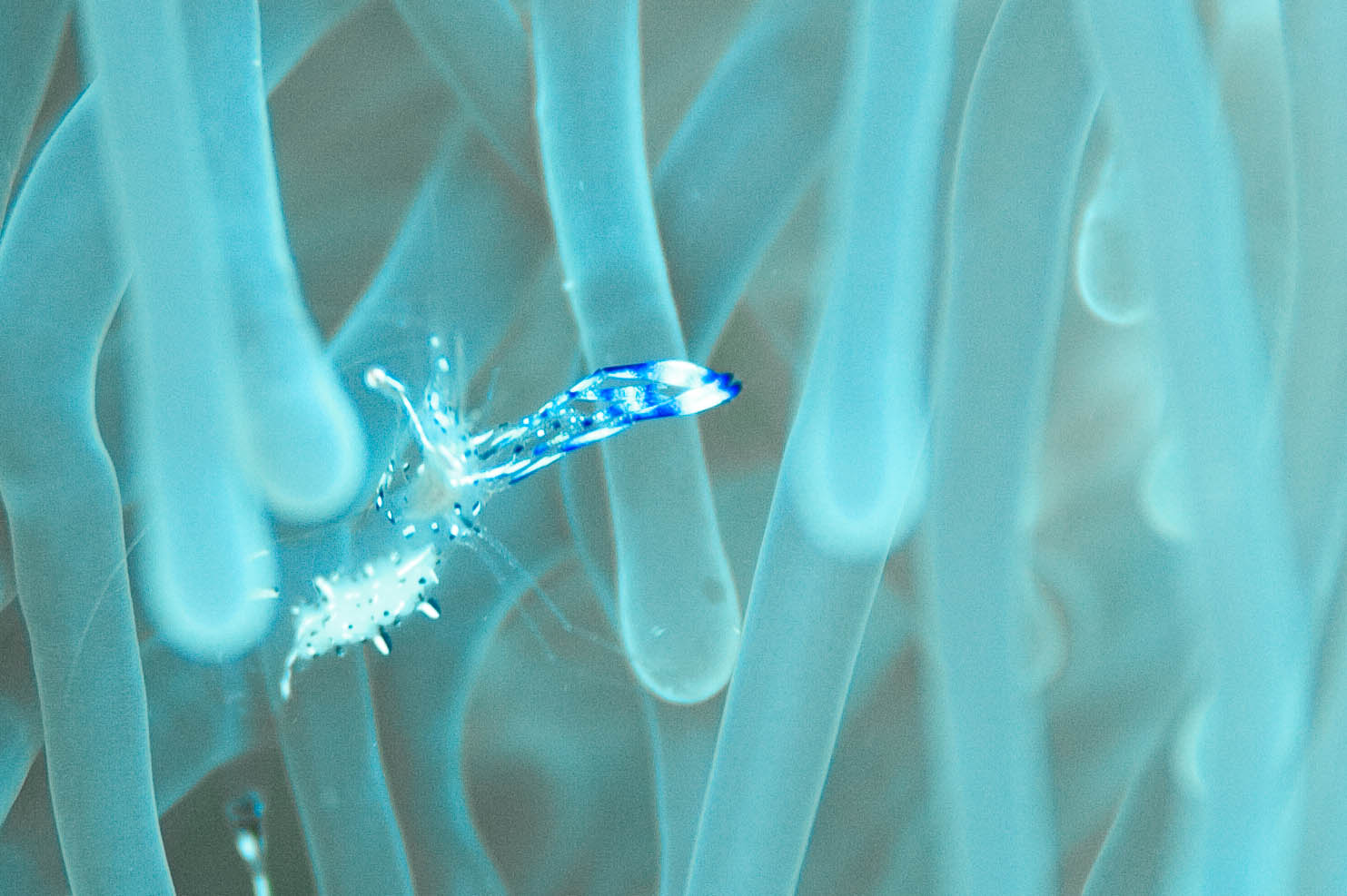